# 2025년 쿠트 쇼핑몰 화재
2025년 7월 16일, 이라크 동부 와시트주에 위치한 도시 쿠트의 한 쇼핑센터에서 화재가 발생했다. 이 사건은 5층 상업 건물인 하이퍼 몰에서 일어났다. 최소 69명이 사망으로 확인되었고, 11명이 실종된 것으로 보고되었다. 수백 명이 다양한 정도의 부상을 입었다. 화재는 영업시간 중에 시작되어 건물 전체로 빠르게 번졌다.

## 배경
쇼핑몰은 화재가 발생하기 닷새 전에 문을 열었다. 쿠트 주민들은 건물에 비상 탈출 계단, 소화기, 화재 경보기 등 화재 안전 조치가 부족했다고 말했다. 이라크 당국은 건물의 보건 및 안전 기록이 좋지 않았다고 밝혔다. 한 지방 관리는 이 건물이 원래 표준 안전 규정 위반으로 폐쇄된 식당을 수용하고 있었으며, 건물 소유주가 어떻게 이 건물을 최상층에 식당이 있는 다층 쇼핑몰로 전환할 허가를 얻었는지 불분명하다고 언급했다.

## 화재
와시트주 주지사 모하메드 알마야히는 가족들이 저녁 식사를 위해 모여 있던 하이퍼마켓과 식당에서 화재가 발생했다고 밝혔다. 당시 수백 명의 사람들이 내부에 있었다. 초기 보고서는 화재가 1층에서 시작된 것으로 나타났다. 생존자와 한 보안 관계자는 향수 가게에서 에어컨이 불이 붙고 폭발한 후 화재가 발생했다고 말했다. 소방관들은 여러 사람을 구출하고 화재를 진압하기 위해 노력했다. 사흘간의 애도 기간이 선포되었으며, 사건에 대한 즉각적인 조사가 시작되어 48시간 이내에 결과가 발표될 예정이다. 건물주와 식당에 대한 소송이 제기되었다.
공식적으로 확인된 사망자는 최소 69명으로 대부분 여성과 어린이였으며, 11명은 실종된 것으로 보고되었고 수백 명이 부상을 입었다. 이라크 텔레비전 보도에 따르면 사망자 수는 77명이었다. 69명의 희생자 중 59명은 이라크인으로 확인되었고, 한 명은 외국인으로 확인되었다. 시신이 아직 수습되지 않아 사망자 수는 더 늘어날 것으로 예상된다. 당국은 사망자 수가 많았던 것은 가연성 건축 자재 사용과 비상구 부족 때문이며, 이는 현지 보건 및 안전 규정을 위반한 것이라고 말했다. 사망자 중에는 신원 미확인 탄화된 시신 14구가 포함되어 있었다. 의료 소식통은 43명이 부상을 입었으며 많은 시신이 신원 미확인 상태라고 밝혔다. 대부분의 희생자는 화장실에서 질식했으며, 한 남성은 그의 가족 중 5명이 엘리베이터에서 사망했다고 말했다. 심한 화상을 입은 수십 명의 부상자가 알자흐라 교육 병원으로 이송되었다. 100명 이상이 실종되거나 부상을 입었으며 부상자 수가 더 많았다고 보고되었다. 시민 방어팀에 의해 45명 이상이 구조되었다.
소셜 미디어에는 밤새 소방관들이 진화 작업을 계속하는 동안 5층 건물의 여러 층이 불길에 휩싸여 있고 사람들이 옥상에 서 있는 영상이 유포되었다.

## 조사
화재 원인은 즉시 알려지지 않았지만, 조사 초기 결과는 48시간 이내에 발표될 것으로 예상되었다. 이라크 총리 모하메드 시아 알수다니는 쇼핑몰을 시찰했다. 연방 민간 항공국은 7월 17일 화재 상황에 대한 조사를 시작했다. 그들은 통합 소화 시스템의 부족을 진단했으며, 이로 인해 화재가 다른 층으로 번졌다. 비상구 부족은 결과에 악영향을 미쳤고, 센터 개장 시 소화 시스템에 대한 시민 방위국의 후속 조치 부족도 지적되었다. 이라크 내무부는 17명의 직원을 일시 정직시키고 3명의 장교를 구금했다. 화재 후 내무부는 유사 사건 방지를 위한 보안 및 안전 강화를 위해 안전 규정 위반으로 여러 주에 걸쳐 610개의 프로젝트와 시설을 폐쇄했다고 발표했다.

## 같이 보기
- 2021년 바그다드 병원 화재
- 2023년 카라코쉬 결혼식 화재